# Геогліфи Наски
14°43′00″ пд. ш. 75°08′00″ зх. д. / 14.71667° пд. ш. 75.13333° зх. д.
Геогліфи Наски або лінії Наски — набір геогліфів, розташованих на високому посушливому плато Наска, що простягнулося на 80 км між містами Наска і Пальпа в пустелі Сечура (Наска) в районі відомим як Пампас-де-Хумана, Перу. Вважається, що ці лінії створені представниками культури Наска між 200 роком до н. е. та 700 роком н. е. Геогліфи Наски включають сотні фігур, складність яких варіюється від простих ліній до детально прорисованих зображень колібрі, павуків, мавп, риб, лам та ящірок.

## Метод створення
Хто створив ці лінії та з якою метою, залишається невідомим. Згідно з найпопулярнішою теорією, представники культури Наска створили їх, використовуючи досить примітивні інструменти та методи спостереження і розмітки. На кінцях деяких ліній були знайдені дерев'яні палиці (за вуглецевим аналізом яких і був встановлений вік ліній) та кераміка, що підтримують цю гіпотезу. Більш того, дослідники (такі як Джо Нікел з Університету Кентуккі) зуміли відтворити подібні лінії, використовуючи доступні культурі Наска методи. Після достатнього планування, невелика група людей здатна відтворити найбільші фігури за кілька днів. Також лінії цілком можна побачити з поверхні навколишніх пагорбів, що допомагає коригувати роботу.
Лінії були створені усуненням вкритої оксидом заліза гальки, що вкриває поверхню пустелі. Після усунення гальки світліший ґрунт різко контрастує із темною поверхнею навколо. На території плато існує кілька сотень ліній та фігур, включаючи 70 зображень тварин та людини. Територія, на якій розташовані геогліфи, становить близько 500 км², а найбільші фігури мають розмір 270 м. Лінії добре зберігаються завдяки виключно сухому, безвітряному та незмінному клімату регіону. Пустеля Сечура є однією з найсухіших у світі та має постійні температури близько 25 °C протягом всього року, що разом з відсутністю вітру допомогло геогліфам зберегтися до наших днів.

## Мета створення

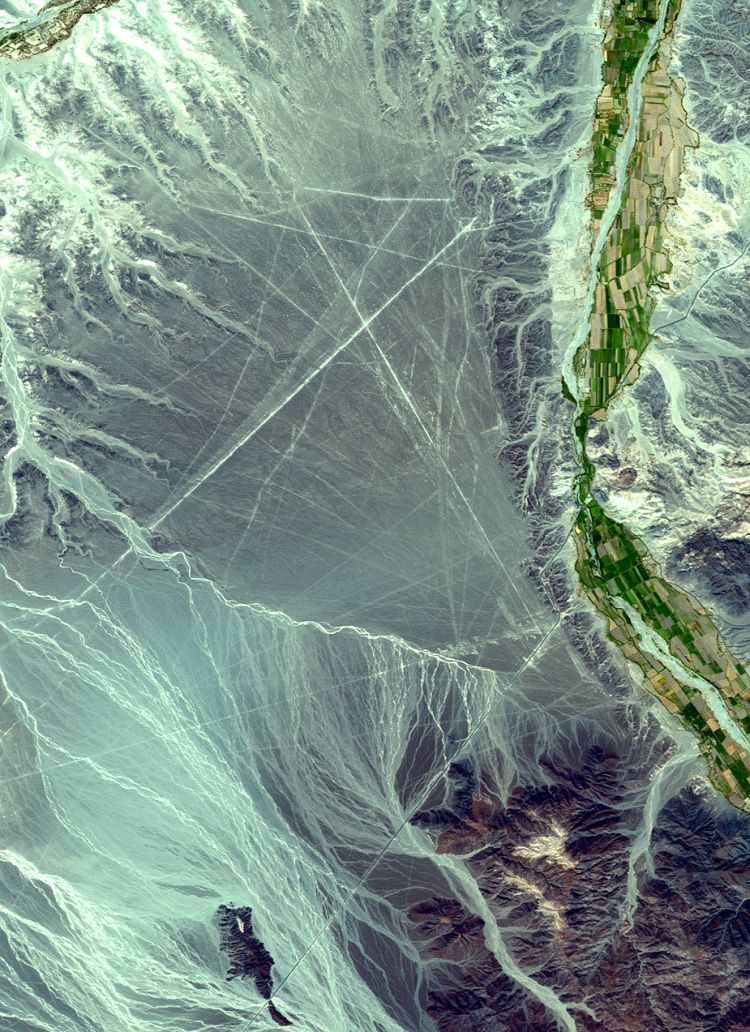
Лінії Наски з супутника (, північ праворуч)

Мета створення геогліфів також невідома. Згідно з найпопулярнішою теорією, мета народу Наска була релігійною, зображення створювалися, щоб боги на небі могли побачити їх. Згідно з дослідженнями Косока і Райхе, багато з ліній Наски вказують напрямок на точку появи Сонця та певних зірок над горизонтом або зникнення за горизонтом. Проте, даних для перевірки цієї гіпотези бракує.
У 1985 році археолог Джохан Райнхакд опублікував археологічні та етнографічні дані, що вказували на значну роль культу гір та інших джерел води в культурі Наска зі стародавніх часів до наших днів. За його даними, створення геогліфів може бути пояснено релігійними обрядами поклоніння богам, асоційованим з цими джерелами води та отриманням урожаїв. Лінії використовувалися як священні шляхи до місць поклоніння, а фігури залучали тварин, що допомагали їм у цьому. Проте, він не зумів пояснити значення окремих фігур.

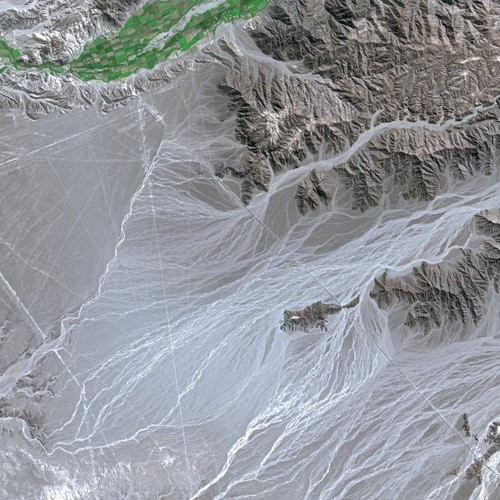
Лінії Наски з супутника

Інша гіпотеза, запропонована астрономом Робіном Едгаром, заснована на тому, що лінії Наски, особливо зображення тварин, є стародавньою відповіддю на «Око Бога», що проявлялося в сонячних затемненнях. Період частих затемнень в Перу приблизно збігається з часом створення ліній. Під час повного затемнення, сонце нагадує око, що дивиться вниз на Землю, через що люди Наска могли спробувати продемонструвати зображення цьому оку.
Ще одна гіпотеза, запропонована такими дослідниками як Джим Вудман, передбачає наявність можливості створення літальних апаратів, що надавала можливість людям побачити лінії, наприклад використання аеростатів. Вудману вдалося побудувати аеростат з використанням методів, доступних народу Наска на той час. Проте ніяких інших надійних доказів наявності таких літальних апаратів отримано не було та ця робота не знайшла підтримки. Відомий авіатор Джуліан Нотт також підтримав цю ідею.
Прихильник теорії палеоконтакту письменник та кінорежисер Еріх фон Денікен досліджував гравіровані камені, глиняні фігурки південноамериканських індіанців і загадкові зображення на плато. В книзі "Загадочные рисунки Наска" він переконує, що зображення на плато пов'язані з інопланетянами, що не раз бували на Землі і залишили свідоцтва своєї присутності. 
Археологи також вважають, що ці піктограми служили покажчиками для караванів.  
І остання гіпотеза пропонує, що лінії були залишками «піших храмів», тобто шляхів, якими ходили шанувальники певних богів. А за розповідями місцевих мешканців, стародавні Наска проводили свої ритуали на цих лініях з метою привернення води з гір.

## Загрози
Згідно з Вікторією Накітскі, співробітником центру Марії Райхе, організації, присвяченої збереженню ліній Наски, забруднення та ерозія, викликана зведенням лісів, загрожують існуванню ліній. Згідно з нею, лінії дуже неглибокі, та можуть бути змиті, якщо погода зміниться, тобто якщо тут почнуться хоча б слабкі дощі. Проте, за даними Маріо Олаечеа Акіле, співробітника Національного інституту культури в Наска, дощі йшли в цьому районі, наприклад в лютому 2007 року, та не здійснили помітного руйнування ліній, хоча при цьому постраждало Панамериканське шосе, що проходить поруч, що вказує на потенційну уразливість ліній.

## Дослідження
Роботи із вивчення геогліфів тривають з самого початку відкриття дотепер. Вчені вперше виявили геогліфи у 1920-ті роки. Тут працювали американські, перуанські дослідники.
З 2004 року працює японська група на чолі із професором Масато Сакаї, застосовуючи 3d-сканування. У неї вже зібрано понад 400 зображень, серед яких 17 геогліфів у вигляді лам.
У 2011 році виявлено раніше невідомий геогліф. Вчені знайшли стежку, яка б пов'язала різні малюнки, що, на їхню думку, підтверджує гіпотезу про релігійне призначення зображень. У 2015 році знайдено 24 нових геогліфів. Написи досягають до 20 м завдовжки і датуються періодом II—IV ст. до н. е. У 2016 році знайдено ще один геогліф, що являє собою зображення міфічної істоти, схожої на багатоніжку (зображення дивної плямистої істоти з безліччю ніг і висунутим язиком). Зображення розташоване на схилі одного з пагорбів у центральній частині плато. Його довжина становить близько 30 метрів. На думку вчених, геогліф був створений в період між 400—200 роками до н. е. і використовувався для релігійних церемоній і ритуалів.
У 2019 році японські вчені з університету Ямагата виявили 143 нових геогліфи.

## Галерея

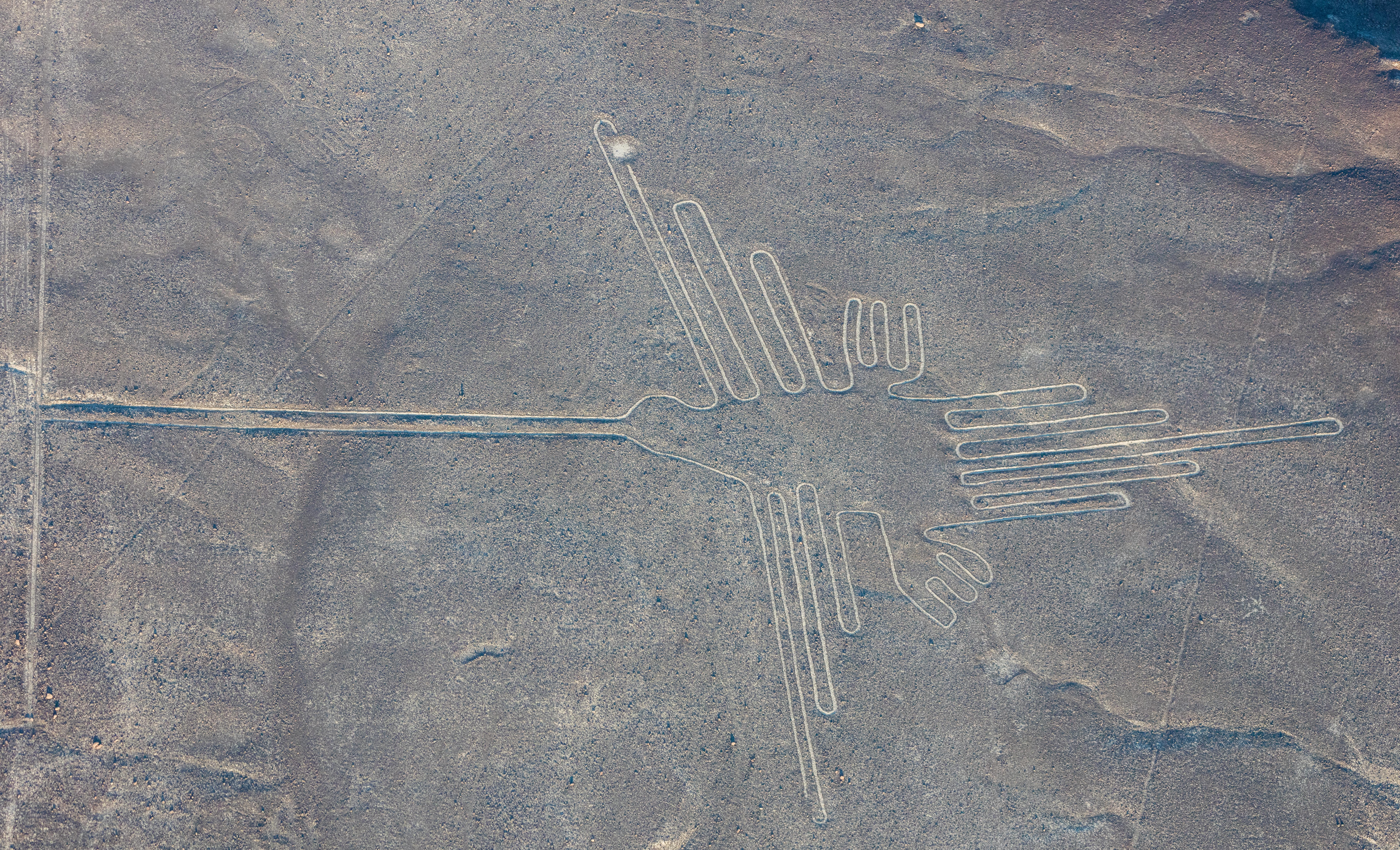
Колібрі
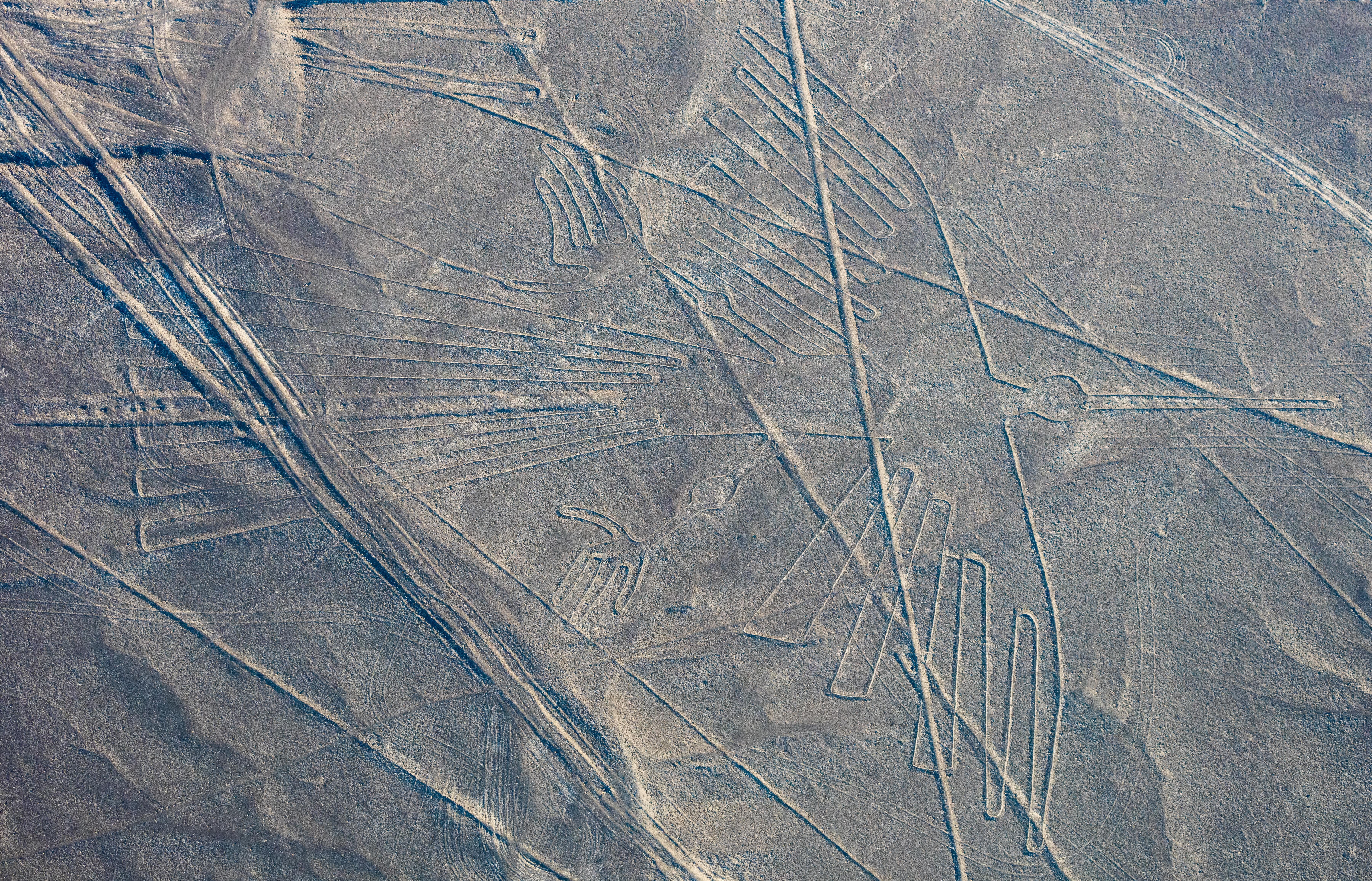
Кондор
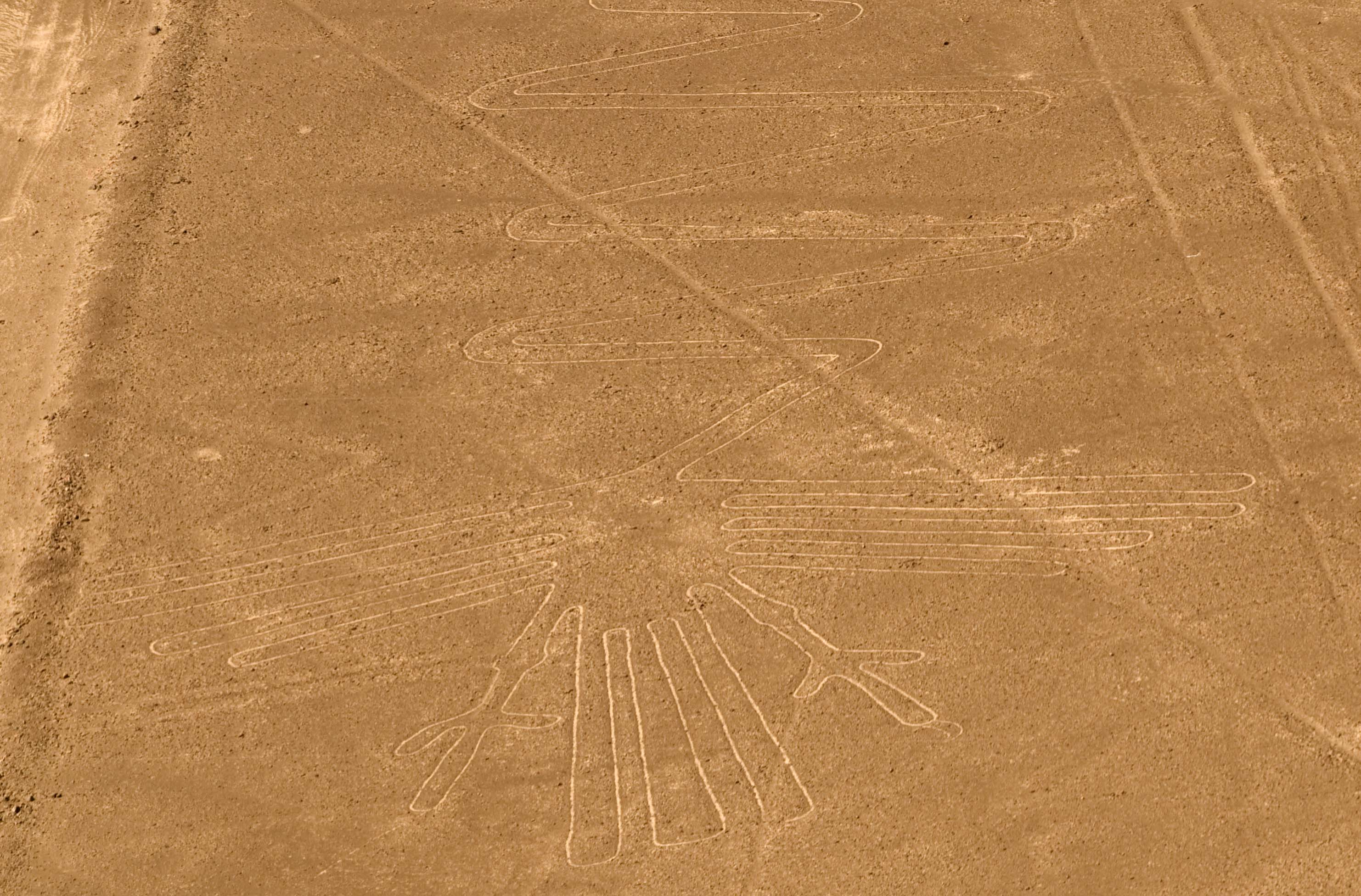
Чапля
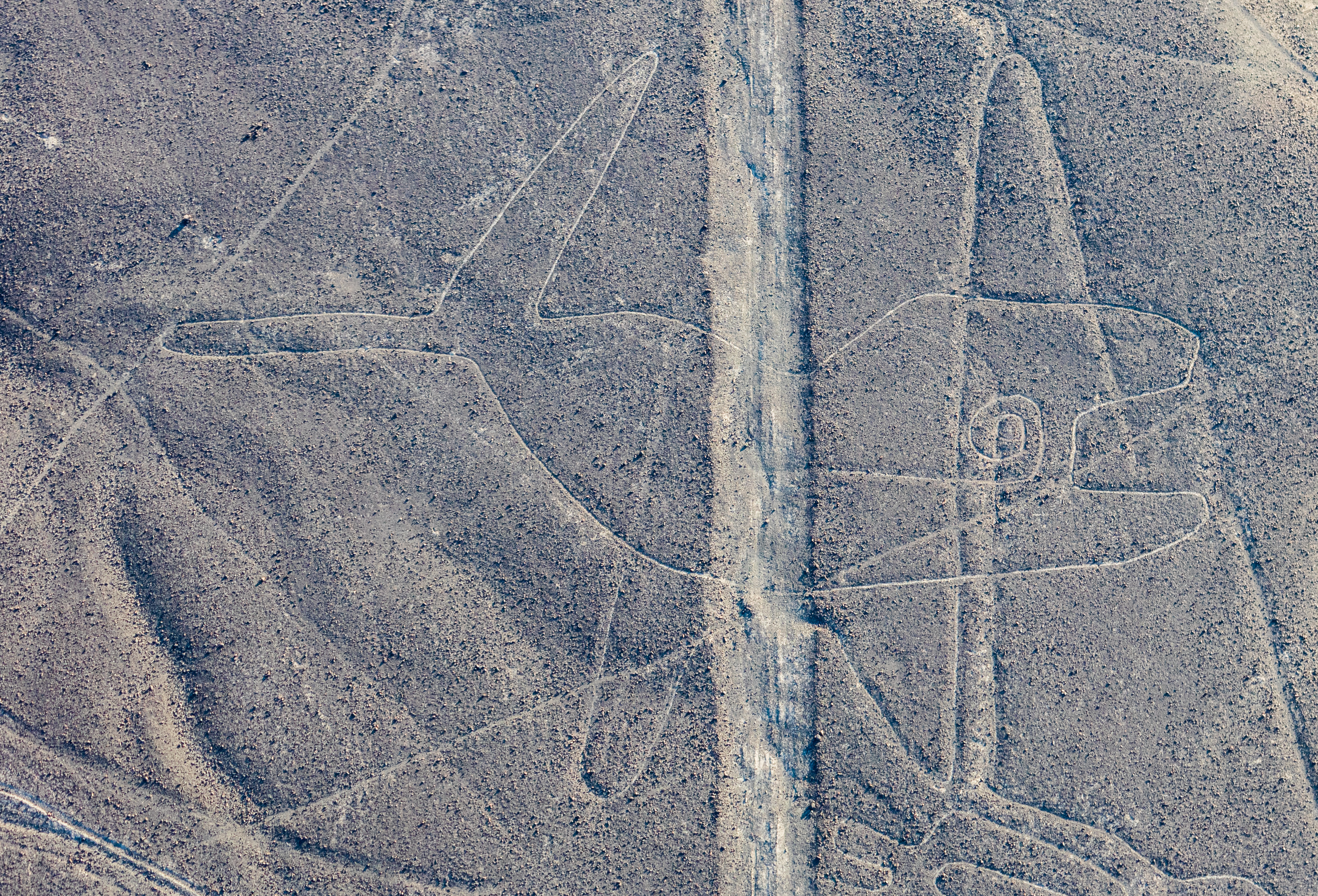
Кит
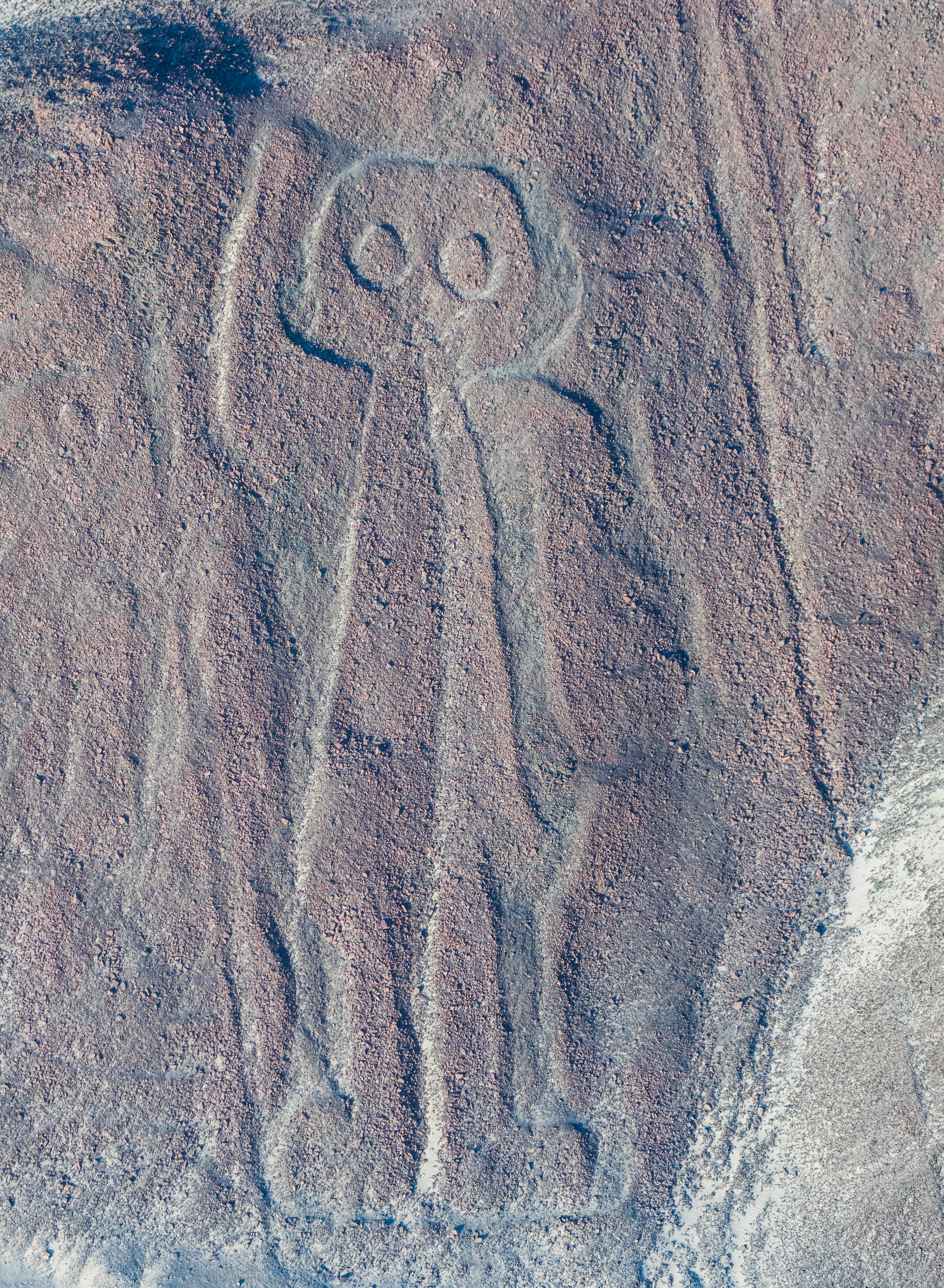
Людина-сова або ж Астронавт
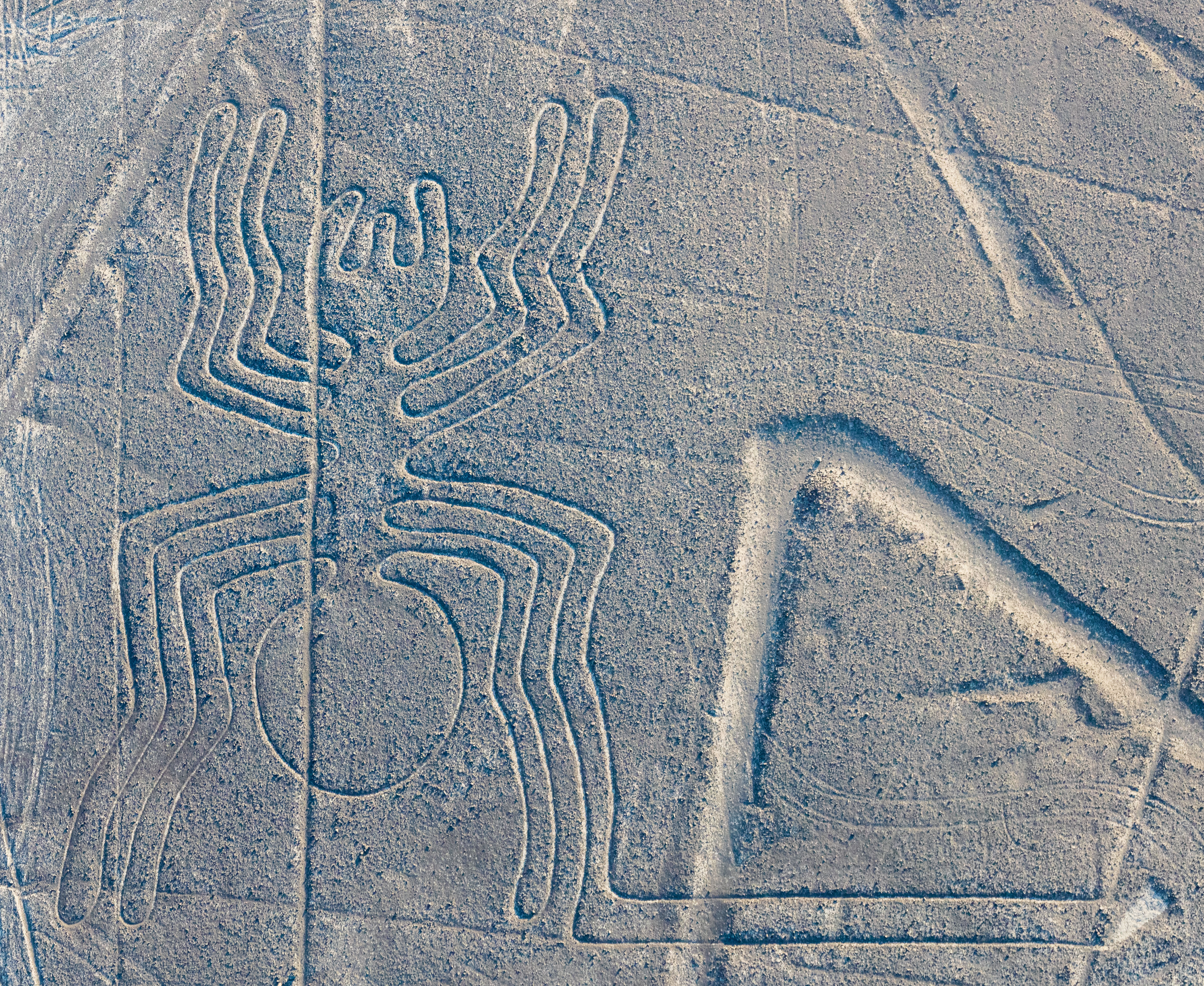
Павук
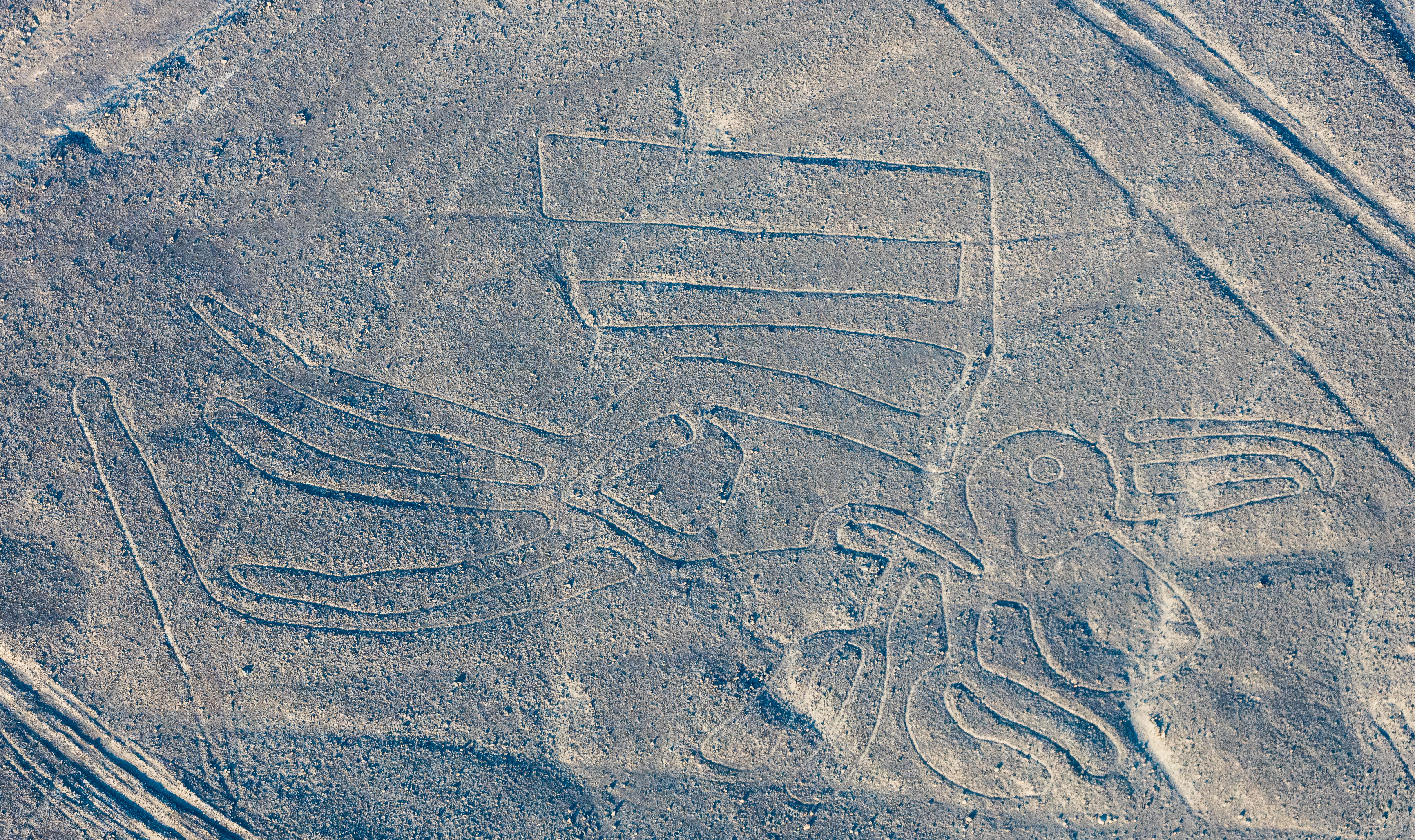
Пелікан
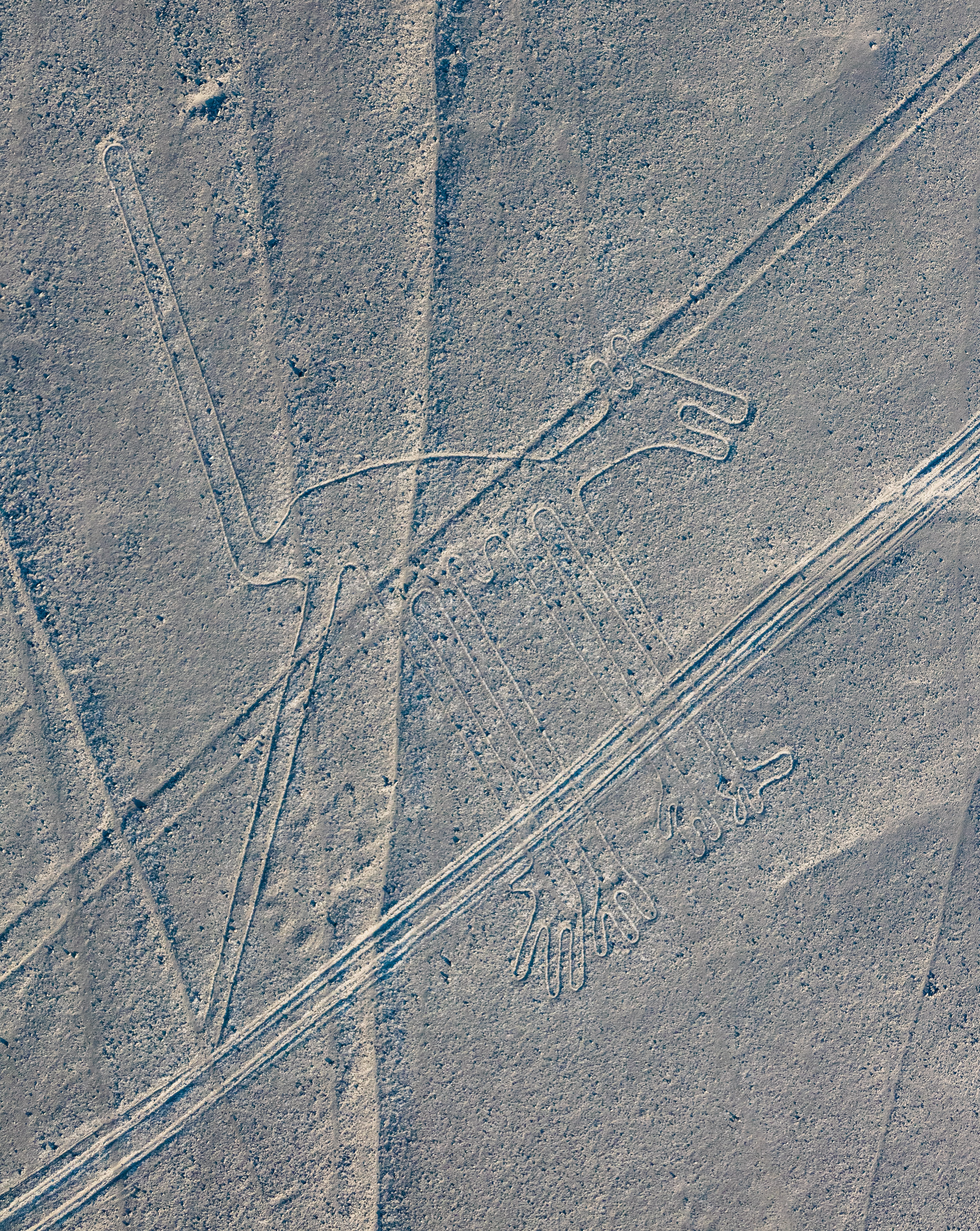
Собака
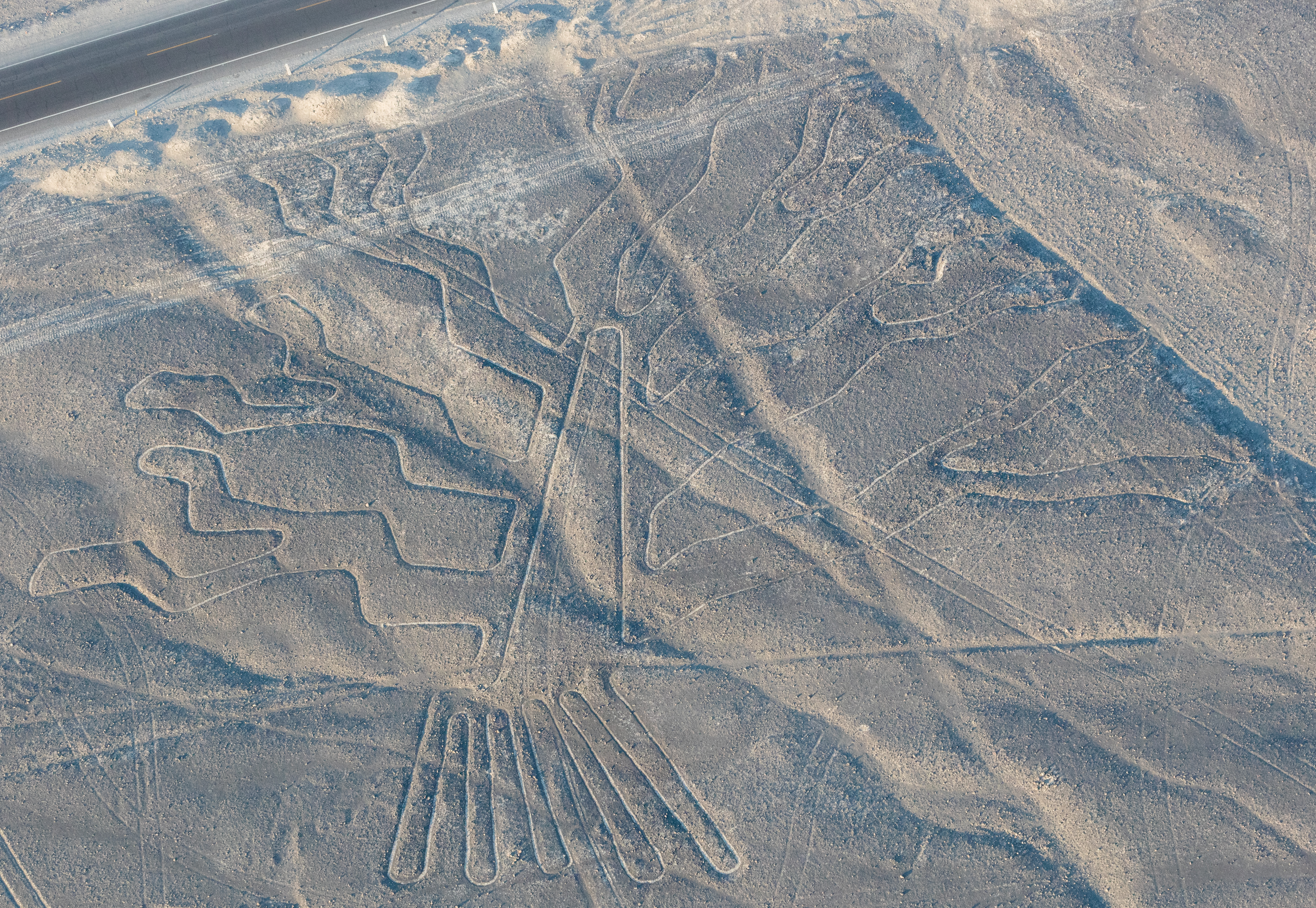
Дерево
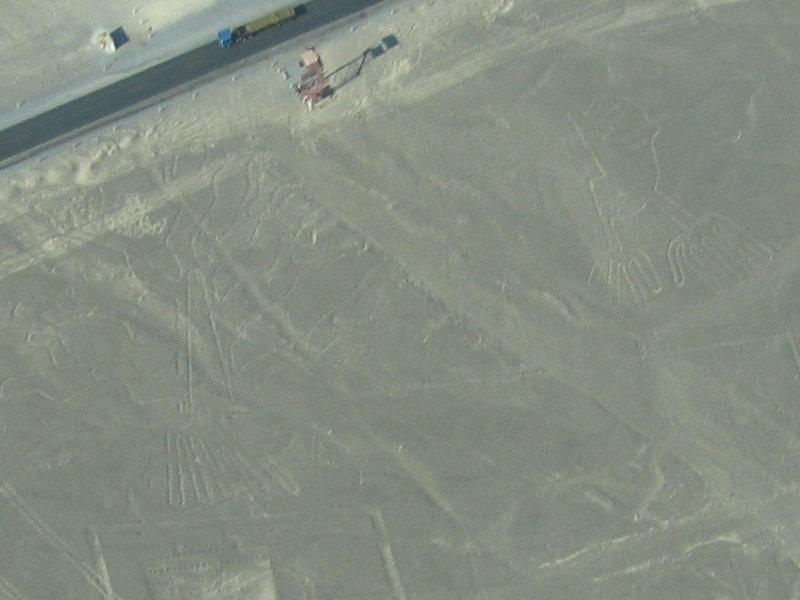
Дерево і руки
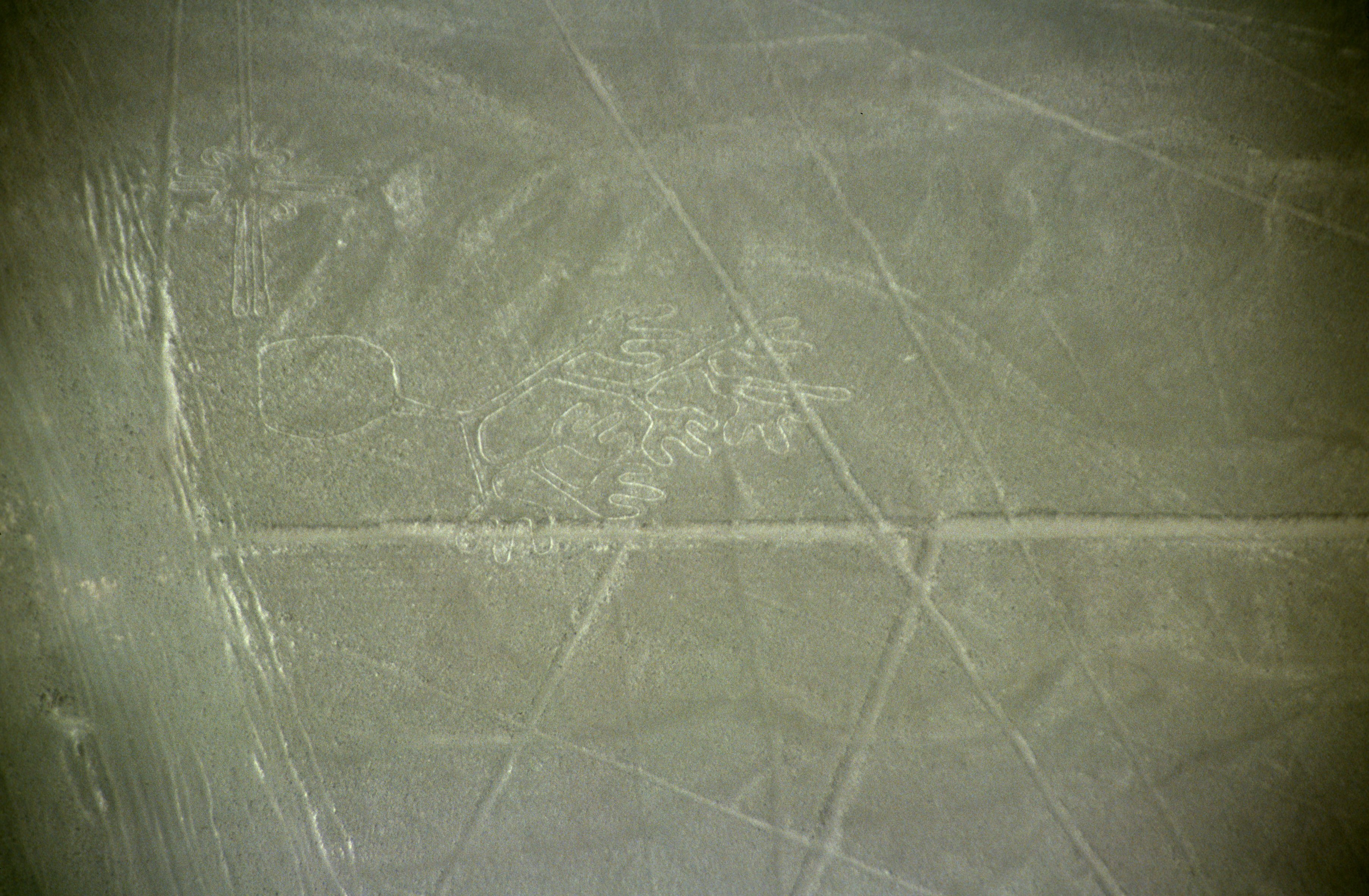
Руки
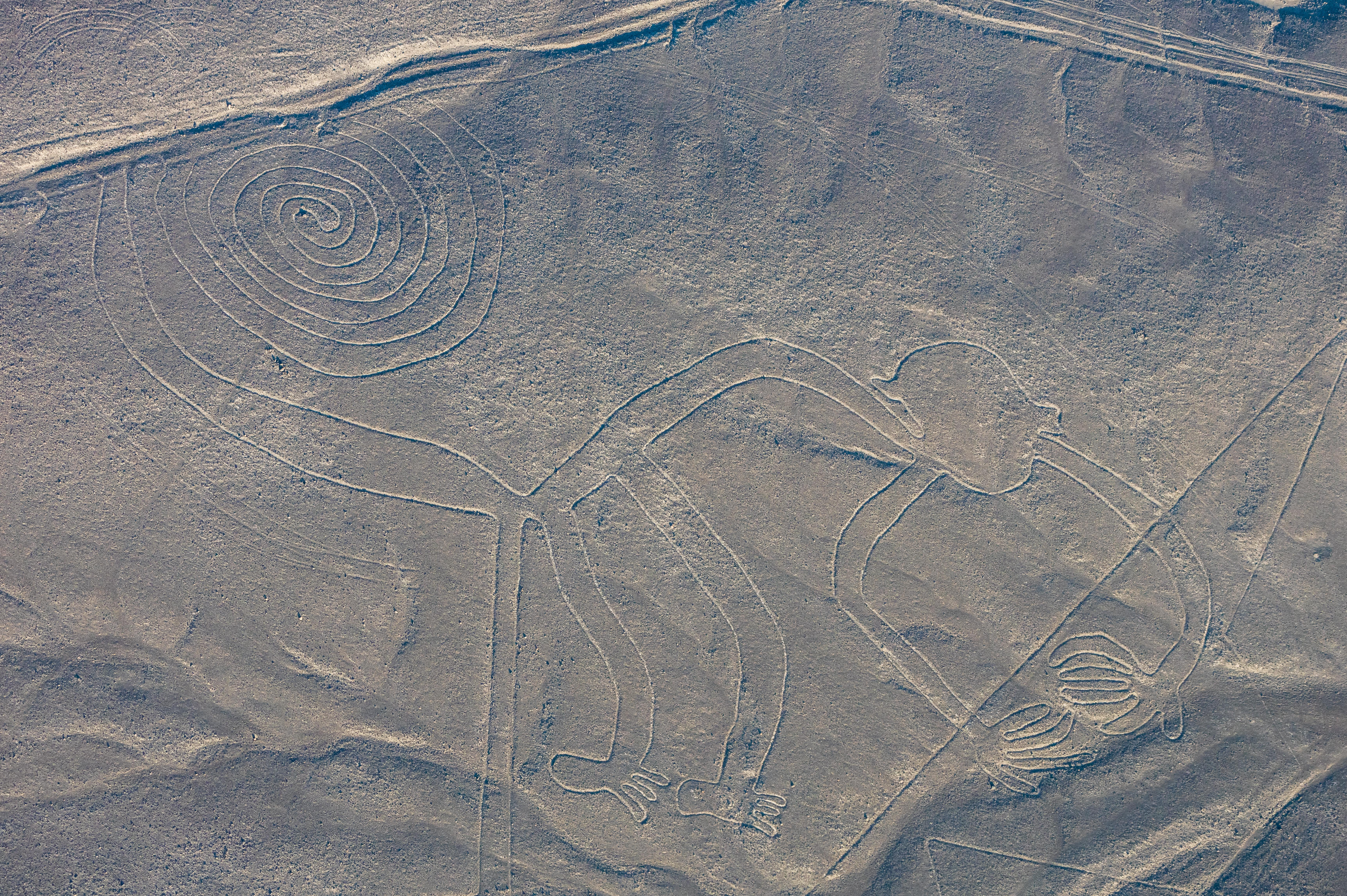
Мавпа